# 朝明川

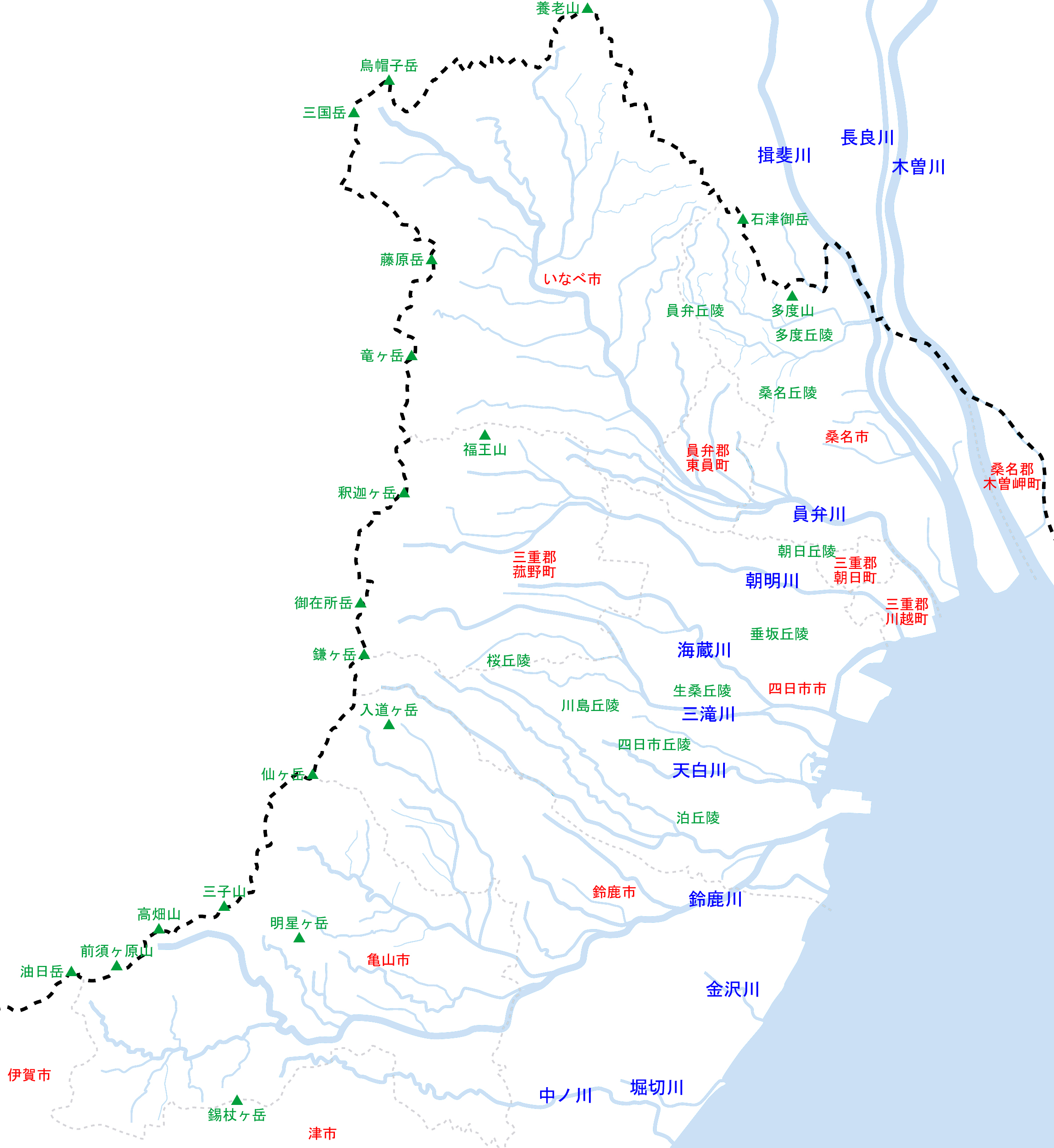
三重県北部を流れる河川の位置関係。濃い破線は県境、薄い破線は市町村境。河川名は木曽川水系以外は水系本川のみ記載。

朝明川（あさけがわ）は、三重県北部（北勢）を流れる河川。二級水系の本流である。

## 地理

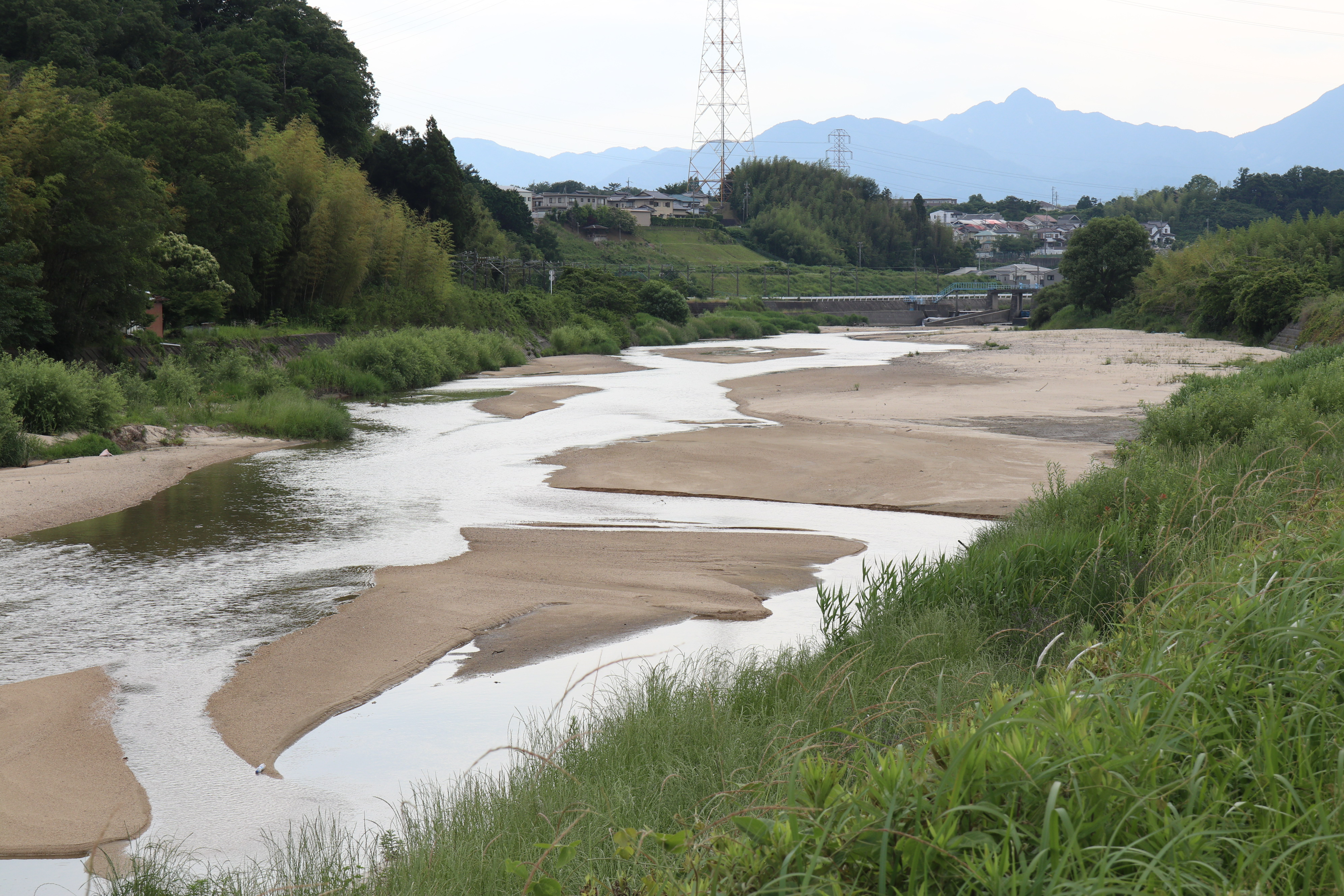
中流域（中村井堰付近、四日市市中村町）

鈴鹿山脈の釈迦ヶ岳に源を発し、鈴鹿国定公園に含まれる朝明渓谷を刻みつつ丘陵地に出る。上流部には明治期にオランダ人技師、ヨハニス・デ・レーケの指導のもと築かれた「オランダ堰堤」や「なわだるみ堰堤」と呼ばれる砂防堰堤群があり、国の登録有形文化財に登録されている。また1907年（明治40年）開設と県内の発電所では最古の中部電力千草水力発電所がある。
中流域の多くが砂底。菰野町北部を北東流しながら田光川などの支流を併せ、四日市市に入ってからは概ね東流。下流部で川越町を流れ、伊勢湾へ注ぐ。河口一帯は工業地帯で、河口左岸に中部電力川越火力発電所がある。

### 地名について
「朝明」の名は『和名抄』伊勢国の項に「朝明郡」として見える。東征中の日本武尊が当地で夜明けを迎え、朝明川の水で口をすすいだことから川の名が付いた、とする伝承もある。
下流部の「川越町」（かつては川越村）は、明治期の町村制施行にあたり、朝明川を挟んだ南北の村々が川を越えて合併したことに因む。

## 流域の自治体
三重県
三重郡菰野町、四日市市、三重郡朝日町、三重郡川越町

## 主な支流
二級河川と準用河川を下流側から順に記載する。
| 河川     | よみ             | 次数    | 種別     | 管理者   | 主な経過地                        | 河川延長 （km） | 備考 |
| -------- | ---------------- | ------- | -------- | -------- | --------------------------------- | --------------- | ---- |
| 朝明川   | あさけがわ       | 本川    | 二級河川 | 三重県   | 川越町、朝日町、 四日市市、菰野町 | 25.294          |      |
| 関谷川   | せきやがわ       | 1次支川 | 準用河川 | 朝日町   | 朝日町                            |                 |      |
| 広永川   | ひろなががわ     | 1次支川 | 準用河川 | 朝日町   | 朝日町                            |                 |      |
| 宇奈川   | うながわ         | 1次支川 | 準用河川 | 四日市市 | 四日市市                          |                 |      |
| 平津川   | へいづがわ       | 1次支川 | 準用河川 | 四日市市 | 四日市市                          |                 |      |
| 朝明新川 | あさけしんかわ   | 1次支川 | 準用河川 | 四日市市 | 四日市市                          |                 |      |
| 萱生川   | かようがわ       | 1次支川 | 準用河川 | 四日市市 | 四日市市                          |                 |      |
| 谷川     | たにがわ         | 1次支川 | 準用河川 | 四日市市 | 四日市市                          |                 |      |
| 谷川支流 | たにがわしりゅう | 2次支川 | 準用河川 | 四日市市 | 四日市市                          |                 |      |
| 古城川   | ふるしろがわ     | 1次支川 | 準用河川 | 四日市市 | 四日市市                          |                 |      |
| 名前川   | なまえがわ       | 2次支川 | 準用河川 | 四日市市 | 四日市市                          |                 |      |
| 彦左川   | ひこざがわ       | 1次支川 | 準用河川 | 四日市市 | 四日市市                          |                 |      |
| 田光川   | たびかがわ       | 1次支川 | 二級河川 | 三重県   | 菰野町                            | 4.875           |      |
| 杉谷川   | すぎたにがわ     | 2次支川 | 二級河川 | 三重県   | 菰野町                            | 3.130           |      |
| 田口川   | たぐちがわ       | 2次支川 | 二級河川 | 三重県   | 菰野町                            | 3.66            |      |
| 焼合川   | やけごうがわ     | 1次支川 | 二級河川 | 三重県   | 菰野町                            | 0.66            |      |

## 並行する交通
- 三岐鉄道三岐線
- 三重県道26号四日市多度線（八風街道）
- 三重県道762号朝明渓谷線（千草街道）
- 三重県道621号永井保々停車場線
- 三重県道622号小牧小杉線
- 三重県道620号平津菰野線

## 流域の観光地
- 朝明渓谷